# Liste der Bodendenkmale in Klingenberg (Sachsen)
In der Liste der Bodendenkmale in Klingenberg sind die Bodendenkmale der Gemeinde Klingenberg und ihrer Ortsteile nach dem Stand der Auflistung von Harald Quietzsch und Heinz Jacob aus dem Jahr 1982 aufgelistet. Eventuelle Änderungen und Ergänzungen, insbesondere aus der Zeit nach der Wende, sind nicht berücksichtigt, da für Sachsen aktuell keine neueren allgemein zugänglichen Bodendenkmallisten vorliegen. Die Baudenkmale sind in der Liste der Kulturdenkmale in Klingenberg (Sachsen) aufgeführt.
| Denkmal-ID | Fundart            | Ortsteil   | Bezeichnung | Zeitstellung                | Lage                                                                                         | Bemerkungen                                                                                   | Bild |
| ---------- | ------------------ | ---------- | ----------- | --------------------------- | -------------------------------------------------------------------------------------------- | --------------------------------------------------------------------------------------------- | ---- |
| ?          | besonderer Stein   | Höckendorf | Steinkreuz  | Spätmittelalter             | westlich der Ortsmitte, im spitzen Winkel der Butterstraße und des Wegs nach Obercunnersdorf |                                                                                               |      |
| ?          | Befestigung > Burg | Ruppendorf | Wasserburg  | Mittelalter                 | südlicher Ortsteil, südwestlich der Kirche                                                   | Veränderungen durch Abriss und Einebnung, oberirdische Baureste, Schutz seit 16. Oktober 1968 |      |
| ?          | besonderer Stein   | Ruppendorf | Steinkreuz  | Spätmittelalter bis Neuzeit | mittlerer Ortsteil, nordnordöstlich der Kirche, Südwestufer des Höckenbachs                  | beiderseits Initialen B bzw. R, seit 1980 verschollen, Schutz seit 10. Mai 1972               |      |